# クレヨンしんちゃん 暗黒タマタマ大追跡
『クレヨンしんちゃん 暗黒タマタマ大追跡』（クレヨンしんちゃん あんこくタマタマだいついせき）は、1997年4月19日に公開されたクレヨンしんちゃんの劇場映画版シリーズ5作目（映画化5周年記念作品）。上映時間は99分。興行収入は約11億円。

## 概要
野原家の長女「野原ひまわり」の劇場版初登場作品。原作者の臼井儀人がタイトルを付けた最後の作品でもある。来場者プレゼントはひまわりの種が付いたノート「あそんで帳」。
本作から監督が本郷みつるから原恵一に交代した。これにより作風も変化しており、ファンタジー色が強かった本郷の作品に対し、本作を含めた原の作品はより現実世界に基づいた作風になっている。
内容はひまわりを軸とした逃亡劇＋伝奇ファンタジー。冒頭からクライマックスまで、銃撃戦、カーチェイス、大人数あるいは1対1での格闘など、激しい戦闘シーンが展開され、ハードな描写が多いが、ギャグも全編通して盛り込まれており、重苦しい作品になっているわけではない。
なお、この作品と次回作（第6作目）の『電撃!ブタのヒヅメ大作戦』のみ原が一人で絵コンテを担当している。『爆発!温泉わくわく大決戦』からは水島努も絵コンテに参加した。
この作品がテレビ放送された折、2度目の放送以降、「オカマ」という単語を含むセリフがあるシーンが全てカットされた。また、これ以降、オカマキャラクターがアニメ版に登場することは少なくなり、「オカマ」と言う言葉は一切使用されなくなった。

## あらすじ
新東京国際空港（現成田国際空港）にて、ホステスの一団と飛行機から降り立った外国人の男が取引を行っているところに奇妙な3人組が乱入し、乱闘を繰り広げた末に男が持っていた物を奪い去っていった。この怪事件に際し、閑職に追いやられていた千葉県警の女刑事・東松山よねが担当させられることになる。
同じ頃、北埼玉大学に強盗が侵入し、最近発掘されたある1体の埴輪が盗まれるという事件が発生。そのニュースをテレビで観て、埴輪の特徴である下腹部に空いた2つの穴を見たしんのすけは、「タマタマが取れた跡だ」と口にする。
その翌日。シロと散歩していたしんのすけは、土手で寝ているオカマの傍で光る玉を拾った。しんのすけはこの玉を家へ持ち帰るが、いつの間にか紛失してしまう。
その夜、3人組のオカマが野原家に上がり込み、玉を返すように言うが、その玉はこともあろうにひまわりが飲み込んでしまっていたのだ。3人組はやむなく一家をニューハーフパブに連れ出した。この3人組のオカマ――ローズ、ラベンダー、レモンの「珠由良ブラザーズ」は呪術を行う「珠由良（たまゆら）族」の者で、敵対関係にある「珠黄泉（たまよみ）族」が強大な魔力を持つ魔人・ジャークを復活させようとしていることを知り、これを阻止するために行動しているのだという。実はしんのすけが拾った玉は、昨晩北埼玉大学から盗まれた埴輪の中に封印されているジャークの復活の鍵となる2つの「タマ」の片割れであった。このままでは珠黄泉族に狙われるとして、珠由良ブラザーズは一家に自分達と一緒にいるように言うが、直後に珠黄泉族のホステス軍団がパブを襲撃。巨漢の用心棒・サタケ、ホステス軍団のリーダー・マホ、そして珠黄泉族頭領・玉王ナカムレが現れ、「タマ」を要求するが、一家と珠由良ブラザーズは何とかその場を切り抜ける。
追われる身となってしまった一家はローズの提案で健康ランドに立ち寄り、今後について相談する。ローズは珠黄泉族の追撃を避けるため、青森県にある珠由良の聖地「あ、それ山」を目指すべきだと言うが、そこに居合わせたよねと知り合い、事情を知ったよねは「ハードな事件」への憧れから同行を申し出る。そこにまたしても珠黄泉族が現れ、戦う事になるが、敵の間抜けさとレモンの機転で再び逃走に成功する。しかしその途中、トラブルからひろしとよねが置き去りになってしまった。一行はひまわりの安全を優先し、やむなくそのまま青森を目指す。
翌日、ひまわりのおむつを買うべくスーパーに立ち寄るが、隙をついてホステス軍団にひまわりを攫われてしまう。珠由良ブラザーズは応戦し、なんとかひまわりを取り戻して野原一家を逃すことに成功するも、ラベンダーはマホに敗れ、レモンも捕らわれてしまった。途中、幸運にもひろしとよねと合流した一行はようやく「あ、それ山」に到着する。頭領である珠由良の母に迎えられ、手練れの珠由良七人衆に護衛されることになった。しんのすけはひまわりばかりが大事にされることに不満を抱いていたものの、ひろしの言葉を受け、兄として妹を守るという自覚が生まれ始める。しかしその夜、空港にいた男・ヘクソンが襲撃。たった一人で珠由良七人衆を蹴散らし、立ち向かったよねも珠由良の母もローズも返り討ちに遭ってしまう。ひろしとしんのすけは何とか一芝居を打ってその場を凌ごうとするも、読心能力を持つヘクソンには通じず、結局はひまわりを奪い去られてしまう。
翌日、珠由良の母の助けで珠黄泉族の本拠地を突き止めた一同は、ひまわりを救いみんなで我が家に帰るため、東京を目指して勢いのまま爆進する。一方、珠黄泉族の本拠地ではひまわりの「タマ」を取り出す方法についてヘクソンとサタケが揉めていた。元ベビーシッターで実は子供好きのサタケは赤ん坊に手荒な真似（浣腸）はしたくなく、なんとか自然に排出させることに成功する。しかしひまわりは解放されず、サタケは珠黄泉族に反感を抱くようになる。夕方、東京に到着した野原一家とローズ、よねは本拠地に乗り込むが、マホ率いるホステス軍団がひまわり、ラベンダー、レモンを人質に取って一行を脅す。しかし、とうとう我慢の限界に達したサタケは珠黄泉族を裏切り、ひまわりを一家に返した。サタケはマホと戦い、残るホステス軍団は拘束を脱したラベンダーとレモンに任せて一行は屋上を目指す。
屋上では玉王とヘクソンがジャーク復活の儀式を執り行おうとしていたが、突如として玉王がヘクソンを裏切り、「タマ」を奪おうとする。しかしそれに失敗し、野原一家達も交えて埴輪の争奪戦が始まる。やがて埴輪はヘクソンの手に渡り、玉王はよねに手錠を掛けられる。マホとホステス軍団を倒したサタケ達も合流した一同はヘクソンと対峙。サタケはヘクソンに挑むも全く歯が立たず、続けて挑んだ珠由良ブラザーズも返り討ちに。よね、ひろし、みさえも参戦するがそれでもヘクソンは息一つ乱すことなく全員を軽くあしらう。そこでひろしはヘクソンの読心能力のことを思い出して打ち明け、みさえは「歌を歌って頭を空っぽにして戦う」と提案。ひろしとみさえは独身時代にカラオケで歌った「愛は傷つきやすく」を歌いながらヘクソンに向かっていく。その予想外の動きにヘクソンは読心能力も格闘技も活かせず翻弄され、同じく歌いながら加勢した珠由良ブラザーズ、よね、サタケの前に何もできないまま拘束されてしまう。更にはしんのすけとひまわりに弱点のくすぐりを受け、とうとう無力化されたのだった。
これで一件落着と思いきや、根本的に勘違いしていたしんのすけが埴輪に「タマ」を填めてしまい、ついにジャークが復活してしまう。しかしジャークは魔人としての賞味期限が前年に切れてしまった為に魔力を失っており、しかも2000年も「タマ」を抜かれ続けたことでオカマになっていた。結局この一件は珠黄泉族にとっても珠由良族にとっても骨折り損のくたびれもうけだったのだ。ヘクソンは悪足掻きにひまわりを人質に取り逃走を図ったものの、しんのすけの余計な気遣いでよねが全くの出鱈目に撃った弾が偶然命中し、放り投げられたひまわりも間一髪救出される。ヘクソンはよねに殴り倒され、珠黄泉族共々逮捕された。もうただのオカマでしかないジャークは珠由良ブラザーズの店に誘われるのだった。
ようやく懐かしの我が家に戻った野原一家だったが、すぐにしんのすけは幼稚園に、ひろしは会社に向かう。その二人を見送ったみさえとひまわりの前に、置き去りにされて自力で戻ってきたシロが現れるのだった。

## 珠由良族と珠黄泉族
珠由良・珠黄泉両族どちらも古い一族で呪術を生業としていた。
現在は敵対しているが、昔は良好な関係を築いていた。しかしある時、珠黄泉族から強力な霊能者が現れ、凄まじい力を秘めた魔人ジャークと結託し世界征服を目論んだ。これに際し、珠由良族と珠黄泉族は共に多くの犠牲を払って霊能者を倒し、ジャークを埴輪に封じ込めることに成功する。埴輪は地中深く埋められ、ジャークを封印する際に力を結晶化させた2つの「タマ」を珠由良族が、霊能者がジャークを操るために使った道具「魔ン棒（まんぼう）」を珠黄泉族が管理することになった。
珠由良族の本部は青森県の「あ、それ山」という山に存在する（恐山ではない）。近隣にて「あ、それ山パラダイスランド」というテーマパークを運営しているが、全くと言っていいほど客入りはない（ローズ曰く「珠由良族は裏の世界の人間だから派手な宣伝は出来ない」との事）。一方、珠黄泉族は東京臨海副都心にある巨大なビルを本拠地としている。
珠由良族は後継ぎとなる珠由良ブラザーズが全員オカマになってしまったため、頭領は血が途絶えることを危惧しているが、ローズは「ジャークの問題を自分達の代で片付ければ、もう珠由良族も珠黄泉族も必要無い」と語っている（頭領には「屁理屈」と一蹴されている）。
埴輪
ジャークを封印した赤い埴輪で、下腹部に2つの穴が空いている。物語開始の少し前に埼玉県内の遺跡から発掘され、北埼玉大学の考古学研究室の金庫に保管されていたが、ヘクソンの来日と同日に珠黄泉族によって盗み出された。
タマ
ジャークの霊力を結晶化したもので、ビー玉ほどの大きさの玉。これを埴輪の穴に嵌めると、ジャークが復活するとされる。
一見、宝石のようではあるが邪悪な霊力の結晶であり、表面からも澱んだ模様が動いているのが見える。元々は珠由良族の本部で2つとも管理されていたが、ローズの曽祖父が金銭面の問題で片方の「タマ」を骨董屋に売ったため、現在は1つしかない。売られた「タマ」はいつの間にか外国へと渡り、最終的にはヘクソンが入手し、日本へ持ち込んだ。本部に残された方の「タマ」も、ローズが子供の頃に一度誤飲したことがある。
魔ン棒
かつて霊能者がジャークを操るのに使った、禁じられた法具。詳細は語られないが、これが無ければジャークは好き勝手に暴れてしまうらしい。ジャークが封印された後は珠黄泉族が管理することになり、現在は玉王が所持している。しかし作中では結局取り出すことが無かったため、どのようなものなのかは最後まで不明だった。

## 登場人物

### テレビ（TV）シリーズからのキャラクター
野原しんのすけ
主人公。妹のひまわりが産まれてから親の関心がひまわりに行ってしまい、面白くない日々を送っていた。
ある日散歩中に土手で昼寝をしていたローズと出くわし、その傍で見つけた「タマ」を家に持って帰ってしまい、さらにその「タマ」をひまわりが誤飲したことが物語の発端となった。ひろしもみさえもひまわりの心配ばかりするため不満や孤独感を抱き、物語の中盤でとうとうそのストレスが爆発、半ば自暴自棄な態度でひろしにこれまでの不満をぶつけるが、そこでひろしに諭された言葉をきっかけに、徐々に兄としての自覚が芽生えるようになる。
珠黄泉族が健康ランドで行った「世界の国からこんにちは」のパフォーマンスには激怒し、「三波春夫が泣くぞ!」と突っ込んだ。
野原みさえ、野原ひろし
しんのすけとひまわりの両親。
ひまわりが「タマ」を誤飲したことを珠由良ブラザーズに知らされ、ひまわりを守るため彼らと行動を共にすることになる。一般人故に肉弾戦で活躍することは少ないが、最終決戦においては歌を歌うことで頭を空っぽにする作戦によってヘクソンの読心能力を打ち破った。
野原ひまわり
しんのすけの妹。本作で映画初登場となる。
物語の冒頭でしんのすけが拾った「タマ」を誤飲してしまい、珠黄泉族から狙われることになる。しんのすけも第1作目『アクション仮面VSハイグレ魔王』で飴玉状のアクションストーンを誤飲したことがあるが、本作では排泄によって取り出した。
シロ
野原家の飼い犬。
あ、それ山まで一行と行動を共にするが、終盤、珠黄泉族の本拠地に向かう途上で東北新幹線の車内に置き去りにされてしまう。野原一家が珠黄泉族と戦っている間に自力で東京駅から春日部まで帰宅し、エンディングでみさえとひまわりと一緒に風呂に入った。

### オリジナルキャラクター
珠由良ブラザーズ
新宿の繁華街で「スウィングボール」というニューハーフパブを営んでいるオカマの3兄弟。見た目はイロモノだが、珠由良一族だけあって3人とも武術に長けている。
ヘクソンから奪った後、ローズが土手で昼寝をしている最中にしんのすけに持ち去られた「タマ」を回収するため野原家に上がり込むが、ひまわりが「タマ」を飲み込んでいたため、野原一家と行動を共にすることになる。
この3人はテレビアニメ版でも「これが青春 らしいゾ 第1話」に通行人の役、「クレヨンウォーズ①」でしんのすけたちが訪れたスナックの客の役としてカメオ出演している。
全員しんのすけがローズと初めて遭った際にお坊さんと思い込んだほどのスキンヘッドで、耳にイヤリング、もしくはピアスを着けている。
ローズ
珠由良ブラザーズの長男。本名は「タケシ」。マザコン。大柄な体躯と桃色の服が特徴。しんのすけと最初に出会って以降、終始野原一家と行動を共にした。
怒ると声色が変わり、男性口調になる。寝る時は指をくわえる。ヘクソンのような男が好みのタイプらしい。
事件後は店にジャークとサタケを新たに迎え、訪れたひろしと川口を接待している。
ラベンダー
珠由良ブラザーズの次男。本名は「ツヨシ」。緑色のチャイナドレスが特徴。3人の中で最も容姿が女性に近く、話し方も女性的だが、怒ると粗野になる。ローズを「おにいたま」と呼ぶ。主に弟のレモンと行動を共にすることが多い。
中盤でレモン共々珠黄泉族に捕らえられ、野原一家＋ローズ＋よねが珠黄泉族の本拠地に突入した際に人質にされてしまうが、偶然よねに救出される。その後、サタケと共にホステス軍団を倒し、ヘクソンとの決戦にも参戦した。
レモン
珠由良ブラザーズの三男で、末っ子。本名は「キヨシ」。黄色の服と厚い唇が特徴。霊力を持っており、物語の序盤でひまわりが「タマ」を誤飲したことを見抜いた。みさえを「おばさん」と呼んだこともある。
ラベンダー同様、中盤で人質にされてしまうが最終決戦では活躍した。山に向かう車の運転も担当し、健康ランドでローズとラベンダーはビールを飲んでいたのに対し、レモンはジュースを飲んでいた。
ローズが脱力感溢れる感じで歌を歌う時、真っ先にツッコミ蹴りを始めていたのはレモンである。
珠由良の母
珠由良族の頭領。珠由良ブラザーズの実母。一族を束ねる腹の据わった女丈夫である。ローズから「ママ」と呼ばれるのを嫌っている。
霊力を持っており、ヘクソンの来襲を察知したり、ひまわりが連れていかれた場所を特定したりしている。野原一家と共に東京に戻るローズに、カヌレを土産に送るよう頼んだ。
東松山よね
千葉県警成田東西署所属の刑事で、緑色のジャンパーに黒いタンクトップ、ショートパンツというワイルドな格好をした女性。本名の「よね」ではなく、「グロリア」という名前で呼ばれたがっている。快活な性格で、初対面の野原家や珠由良ブラザーズに対して軽い口調で話す。
アクション映画のヒーローに憧れて刑事になったもののドジばかりで、痴漢相手に銃を撃とうとしたせいで干され、資料室の整理係をさせられていた（資料室の扉に勝手に「凶悪犯罪特別分室」と張り紙している）。ベレッタM92FS及びベレッタM84の実銃を所持し、派手に撃ちまくるが、大柄なサタケ相手に1mもない距離で連射して全弾当たらないほどの射撃音痴。そのため終始、戦力として全く当てにされず、しんのすけや珠由良ブラザーズからは刑事としても信用されなかった。警棒も所持しているが、最終決戦でヘクソンに「オカマの純情」を踏みにじられ激怒したローズの攻撃の巻き添えを食い、階下に転落した際に紛失してしまった。
立小便のため、車に乗り遅れたひろしを助けようとして手を伸ばすが、一緒に車から落ちてしまい、以後しばらく彼と行動を共にする。その際、非現実的な出来事の数々で自暴自棄になりかけたひろしを励ます一面も見受けられた。劇中では高所から落ちたり踏まれたりと損な役回りが多い。
警官としての仕事の機会は全くないため、空手やプロレスの専門誌を愛読したり仕事場に鉄アレイを持ち込んだりして自主的に訓練しており、格闘技はそれなりに強い。また現職警官らしく体力もあり、最終決戦でのヘクソンとの戦闘時にもひろしとみさえが倒れ込む中、サタケや珠由良ブラザーズと共に最後まで立った状態で対峙している。
最後はひまわりを人質に逃亡を図ったヘクソンに、最後の銃弾が込められた銃を向けるが、しんのすけに耳に息を吹き掛けられ脱力した状態で発砲してしまう。しかしそれが偶然にもヘクソンの右脚を撃ち抜き、足止めに成功。そのまま満身創痍のヘクソンを殴り倒して逮捕し、事件後は警察から表彰された。
珠由良七人衆
勘兵衛、勝四郎、七郎次、平八、五郎兵衛、久蔵、菊千代の七人からなる珠由良族の戦士。全員老人だが、刀と鎧で武装し、その腕前は伊達ではない（ローズ曰く「よねの射撃よりよっぽど頼りになる」）。
ヘクソンが珠由良の里に現れた際、全員で迎え撃つが、ヘクソンの読心能力で攻撃を見切られ、全員倒されてしまった。
いずれも黒澤明監督作『七人の侍』（1954年）の登場人物をモデルにしている。
サタケ
珠黄泉族の用心棒。筋骨隆々とした大柄な体格とそれに見合った怪力を持ち、顔も強面。しかし玉王には頭が上がらず、因縁のあるヘクソンやチーママとは激しく対立している。
元悪役プロレスラーでその前はベビーシッターという異色の経歴を持ち、子供好きで根は心優しく、根っからの悪人ではない。その性格が災いし、レスラー時代も中途半端な悪役だったらしい。
健康ランドでチーママに置き去りにされ、以後野原一家の追跡には参加していない。後にヘクソンが連れ去ってきたひまわりの面倒を見ることになるが、目的を果たしてもひまわりを解放しようとしないヘクソンや子供を物のように扱うチーママに業を煮やし始め、最終決戦時にはひまわりを野原一家に返し、珠黄泉族を裏切ってしんのすけ側に加勢した（玉王に裏切りの理由を聞かれた際には「給料を上げてくれなかったから」と言い放っている）。
事件が終わった後はジャークと共に「スウィングボール」に就職、ウェイターとして働き始めた。
チーママ・マホ
珠黄泉族の副頭領。銀座のクラブ「玉王」のホステスたちを従え、ひまわりが飲み込んだ玉を求めて執拗に野原一家を追跡する。
サングラスと、胸の谷間を強調した黒のボディコンを着用（みさえ曰く「エッチな格好」）している。美人でスタイルも良いが、性格は短気かつ冷酷。子供嫌いでしんのすけやひまわりに対しても平然と乱暴し、サタケとは犬猿の仲。また、リボンをテレビショッピングのように紹介したり、大根を千六本に切る等、ノリの良い一面がある。
刃物のように斬れるリボンを使った「新体操格闘術」で戦う。通常の格闘技にも長けており、スーパーマーケットでの戦いではラベンダーを敗北に追い込んでいる。
最終決戦ではサタケの裏切りに激怒、真っ赤なレオタード姿に着替えて戦う。当初は優勢に見えたが最終的には敗北。部下ともどもラベンダー、レモン、サタケに全滅させられ、天井から見たらへのへのもへじの形になるように放置された。
その後ヘクソンらと共に逮捕、収監されるが、留置場の中ではいつの間にかボディコン姿に戻っていた。
マホ役の島津によれば、原作者の臼井から指名されてキャスティングされたといい、予告編にも声付きで登場している。
玉王ナカムレ
珠黄泉族の頭領。表の顔はクラブ「玉王」のオーナーであり、京都弁で喋る。一人称は「わて」。チーママからは「ママ」、ヘクソンからは「マダム」、ローズからは「おばさん」と呼ばれている。
いつも不気味な笑顔を絶やさないが、本性は非常に打算的で腹黒い。一方で、健康ランドで珠由良・珠黄泉両族が乱闘になりかけた際、「こんなところで暴れたら他のお客さんに迷惑どす」と注意し、外で続きをやるよう促したり、「スウィングボール」で野原一家と対面した時には礼儀正しい挨拶をする、ひろしが逃走中に偶然取引先の人間と出会い名刺交換を始めた間は「名刺交換はサラリーマンの神聖な儀式。誰も手ぇ出してはあきまへん」とホステス軍団に攻撃を制止させるなど、独特な「悪の美学」を持ち合わせており、ヘクソンとサタケがひまわりのお腹の中の「タマ」を「浣腸で出させる（ヘクソン案）」か「自然に出てくるのを待つ（サタケ案）」かで対立した際には「昼まで待ってほしい」というサタケの懇願を承諾しつつ、制限時間を設けることでヘクソンも納得させるなど、長としての度量も確か。
常に自分のペースを崩さず、周囲を思惑通りに動かす手腕に長けているが「スウィングボール」のトイレ（便座の後ろで上半裸のローズを模した天使像が両手を広げている）を借りた際には絶叫して隙を生んでしまったり、着物故に健康ランドで着替えに手間取ったりしている。
実はヘクソンをも使い捨ての駒としか見ておらず、ジャーク復活の暁にはその力を独占するつもりだった（サタケとの会話でも、彼に自分を「獲物が届くのを待つ貴婦人」と称している）。
「心に鍵をかける」ことができ、ヘクソンの読心能力をも完全に防いでいた。埴輪と「タマ」が揃ったことでヘクソンに用済みを言い渡し、隠し持っていた拳銃を突きつけ「タマ」を渡すよう要求するが失敗。ヘクソン及び野原一家＋珠由良ブラザーズとの三つ巴の争奪戦の末、よねに取り押さえられ、逮捕される。
その後、ジャークの実態を知ったことで自分たちのやってきたことが全くの無意味だったと悟り、脱力して一言「あほらし……」と呟いた。
彼女も珠由良ブラザーズ同様、「これが青春 らしいゾ 第1話」に通行人として登場している。
ホステス軍団
珠黄泉族の子孫で、銀座のクラブ「玉王」のホステス達。
全員サングラスと、黄色のボディコンを着用している。刃物のように斬れるリボンを使った「新体操格闘術」で戦う程の戦闘力を持つが、珠由良ブラザーズが煙草を出した際、接客癖で火を点けようとした所を攻撃されて逃げられる等、ドジな面がある。
最終決戦ではリボンで戦うも、人質から解放されたラベンダーとレモン、彼らに寝返ったサタケに敗北し、天井から見たらへのへのもへじの形になるように放置された。その後ヘクソンらと共に逮捕、収監された。
ヘクソン
外国に移民した珠黄泉族の子孫で、金髪碧眼の外国人。冷酷非情な性格で、目的のためならばしんのすけ・ひまわりのような子供でも一切容赦せず、珠由良の母をも「なんという凍えきった魂! 底なしの闇!! 本当に人間か!?」と恐怖させた。その一方、しんのすけの言い間違いにツッコミを入れたり、ローズ相手にジョークを言うなど、ある程度のコミカルな面も描かれている。
格闘術の達人であると同時に超能力者であり、地図に片手をかざすことでその地にいる人物の行動を察知したり、相手の心を読んだり、気を発して金縛り状態にさせるなど、人知を超えた技を使う。この超能力に関しては「ヒマラヤの山中で獣同然の生活をしながら修行し身に着けた力」と称している。みさえから「そんな便利な力を持っているなら、世の中のために役立てなさい」と指摘されるが、ヘクソン本人は「この力をこんなくだらない世の中に使用したくない」と返した。
心を読みながら戦うため、狙った方向に弾が飛ばないよねの射撃とは最後まで相性が悪かった。また、しんのすけやひまわりのような「考えが全く整理されていない、カオスな思考の持ち主」の心は読みづらく、彼らの心を読むと頭痛を催す。他に、脇をくすぐられることにも弱い。
最終決戦にて、珠黄泉族の本拠地屋上で珠由良ブラザーズ、サタケ、よね、ひろし、みさえの7人と同時に戦い、読心能力で全員を圧倒。しかし「歌を歌って頭の中を空っぽにする」というみさえとひろしの作戦で読心能力を破られ、得意の格闘術も生かせず拘束される。さらにしんのすけとひまわりの思考を読まされて苦しんだ後、くすぐりに弱いという弱点を突かれて敗れた。
その後、しんのすけとひまわりが復活させたジャークに願いを叶えるよう要求するも、ジャークが魔力を使い果たしていたため失敗する。ジャークによると昔、ジャークを唆して悪事を働いた珠黄泉族の霊能者にそっくりらしいが、関係性は明言されていない。
自分たちのやってきたことが全くの無意味だったと悟り、ひまわりを人質にして逃亡を図るも、よねが撃った弾が脚に命中したため失敗。最後の足掻きにひまわりを屋上から投げ殺そうとしたが、しんのすけたち全員の捨て身のキャッチで阻止される。最後はよねに殴り倒され、玉王、チーママ、ホステス軍団と共に逮捕、収監された。
ジャーク
魔人。遥か昔に珠黄泉族出身の邪悪な霊能者に騙されて悪事を働いたため、珠由良・珠黄泉両族の手によって霊能者と共に倒され埴輪に封印された。「どんな兵器より強い」「（復活すれば）世界は恐怖と闇に包まれる」と明言されるほど、全盛期の魔力は凄まじかった。
物語終盤、しんのすけとひまわりの手で復活してしまうが、実は昨年（1996年12月31日）までの「賞味期限」が存在し、その上埴輪から出る際に残っていた魔力を全て使い果たしてしまい、長い間「タマ」を抜かれていたこともあってただのオカマと化していた（実際に注意書きにその旨が書かれている）。
事件が終わった後は珠由良ブラザーズと意気投合し、「スウィングボール」で働くことになった。ごく一般的なイメージの魔人とは打って変わって、間の抜けたような飄々とした口調と軽そうな性格をしている。
品名は「魔人（生もの）」、内容量は72kg、エネルギーは無限だが、その他栄養成分は不明。「クレヨンウォーズ①」にも珠由良ブラザーズと共に登場している。

### その他
臼井儀人
漫画家。好みの女性は松たか子。趣味は便座観賞。
健康ランド内のカラオケボックスで鳥羽一郎の「兄弟船」を熱唱。その後、野原一家＋ローズ＋よねの移動中に東京で行われる「全日本心の演歌カラオケ大会」予選会場への道を尋ねるが、ひろしに「知るか!」の一言で殴り飛ばされてしまった。
その後、第7作目『温泉わくわく大決戦』までの劇場版（映画版）作品にも登場。声も原作者本人が担当している。
上原、南砂町男
ひろしの取引先の社員。声優は不明。
モブキャラクターであるにも関わらず名前が設定されているのは、臼井がファンである小堺一機（上原）と関根勤（南砂）を（許可を得た上で）モデルにしたためであり、後年の第9作目『クレヨンしんちゃん 嵐を呼ぶ モーレツ!オトナ帝国の逆襲』劇場版パンフレットにて示唆されている（小堺と関根は同作（第9作目）で本人役として出演を果たした）。

## キャスト
- 野原しんのすけ - 矢島晶子
- 野原みさえ - ならはしみき
- 野原ひろし - 藤原啓治
- 野原ひまわり - こおろぎさとみ
- シロ、風間くん - 真柴摩利
- ネネちゃん - 林玉緒
- マサオくん - 鈴木みえ
- ボーちゃん - 佐藤智恵
- ローズ（タケシ） - 郷里大輔
- ラベンダー（ツヨシ） - 塩沢兼人
- レモン（キヨシ） - 大滝進矢
- 東松山よね - 山本百合子
- 珠由良の母 - 水原リン
- 平八 - 中嶋聡彦
- 五郎兵衛 - 岩永哲哉
- 勝四郎 - 中田雅之
- 七郎次 - 太田勝人
- 久蔵 - ? ※エンディング表示なし。
- 勘兵衛 - ? ※エンディング表示なし。
- 菊千代 - 納谷六朗 ※エンディング表示なし。
- 玉王ナカムレ - 山本圭子
- ヘクソン - 筈見純
- チーママ・マホ - 島津冴子
- サタケ - 立木文彦
- ホステス - 雪乃五月、佐藤ゆうこ、嶋村薫
- 園長先生 - 納谷六朗
- よしなが先生 - 高田由美
- まつざか先生 - 富沢美智恵
- 魔人ジャーク - 青森伸
- マンガ家 - 臼井儀人（特別出演）

## スタッフ
| 原作           | 臼井儀人 |
| 作画監督       | 原勝徳 堤のりゆき |
| 美術監督       | 野村可南子 古賀徹 |
| 設定デザイン   | 湯浅政明 |
| 撮影監督       | 梅田俊之 |
| ねんどアニメ   | 石田卓也 |
| 音楽           | 荒川敏行 宮崎慎二 |
| 録音監督       | 大熊昭 |
| 編集           | 岡安肇 小島俊彦 中葉由美子 村井秀明 川崎晃洋 三宅圭貴 |
| プロデューサー | 茂木仁史 太田賢司 堀内孝 |
| 脚本・監督     | 原恵一 |
| 絵コンテ       | 原恵一 |
| 演出           | 水島努 |
| 原画           | 安藤真裕 湯浅政明 高倉佳彦 林静香 大塚正美 末吉裕一郎 吉原正行 西村博之 佐々木守 鈴木大司 黒沢守 竹内進二 荒川真嗣 和泉絹子 鉄羅紀明 松山正彦 古山匠 林隆文 橋本とよ子 石井智美 横山謙次 加藤実 奈良崎早苗 昆冨美子 原勝徳 堤規至 木村陽子 間々田益男 入江康智 |
| 色彩設計       | 野中幸子 |
| 色指定         | 森田晋次 |
| 特殊効果       | 土井通明 |
| 動画チェック   | 小原健二 |
| 動画           | じゃんぐるじむ 黒川祥一 妻藤一治 森口真希 原田一男 松田博美 針金屋英郎 山形こうじ 長谷川哲也 茂木琢次 笈川基次 前田一雪 外崎美帆 吉田浩美 柘植孝 西村美幸 高木寛 高橋英雄 本多麻里子 京都アニメーション 端由美子 池田晶子 森本真嗣 夢弦館 山下宗幸 佐野隆雄 谷口七菜 小見克彦 玉腰悦子 佐藤恭子 武口つるみ 米谷英子 |
| 仕上げ         | ライトフット 井上喜代美 井口美幸 渡辺和歌 黒木智子 及川紀子 田山美月 杉山珠樹 大木美恵 吉村恵子 シマスタジオ 小林めぐみ 佐々木正子 飯島理恵 早川恵美 笹原めぐみ 小平梨加 三関江美 楠本みゆき 志村仁 京都アニメーション 伊藤幸子 今泉ひとみ 辻本和代 藤本さおり 杉原里美 植村真紀 高木理恵 石田奈央美 石田朋子 トレーススタジオM 醍醐玲子 本橋恵美子 相原明子 production I･G 山崎麻衣子 加藤玲子 小島真喜子 横瀬貴幸 敦賀忍 津守裕子 |
| 仕上げ検査     | 松谷早苗 稲村智子 |
| 背景           | スタジオユニ 天水勝 西川淳一郎 中村隆 袖山卓也 岡部真由美 高崎歩 鈴木朗 本田美紀 西川かおり アトリエローク 沼井信朗 浜名お孝 大塚昌司 池田淳 石橋修一 高橋邦江 |
| 撮影           | 旭プロダクション 石井ゆり子 大矢創太 市川智 桜井洋平 手塚智鶴子 川嶋匡詞 河内徳子 田村淳 伊藤久美子 |
| CG制作         | 山浦宗春 近藤潤 |
| CGデザイナー   | 水瑞聡 鹿住朗生 |
| 効果           | フィズサウンドクリエイション 松田昭彦 |
| 録音スタジオ   | APUスタジオ |
| 整音           | 柴田信弘 |
| 整音助手       | 田口信孝 |
| 音響制作       | オーディオ・プランニング・ユー |
| 音響制作デスク | 小澤恵 |
| 音楽協力       | イマジン |
| タイトル       | 道川昭 |
| 現像           | 東京現像所 |
| 連載           | 双葉社 WEEKLYアクション クレヨンしんちゃん特集号 |
|                | ドルビー 一部上映館を除く |
| 技術協力       | 森幹生 コンチネンタルファーイースト株式会社 |
| 制作デスク     | 柏原健二 山川順一 和田泰 |
| 制作進行       | 斉藤敦 魁生聡 別紙直樹 |
| 制作           | シンエイ動画 ASATSU テレビ朝日 |
|                | ©臼井儀人/双葉社・シンエイ・テレビ朝日 1997 |

## 主題歌
- オープニングテーマ - 「年中夢中"I Want You"」
  - 作詞 - C's／作曲・編曲 - 菅原サトル／歌 - Puppy
- 挿入歌 - 「スイングボール・ショウ」
  - 作詞 - 原恵一／作曲 - 荒川敏行／歌 - ローズ（郷里大輔）、ラベンダー（塩沢兼人）、レモン（大滝進矢）
- 挿入歌 - 「世界の国からこんにちは」（1967年）
  - 作詞 - 島田陽子／作曲 - 中村八大／編曲 - 福島正二／歌 - 三波春夫
  - 珠黄泉族の面々が健康ランドで踊っていた曲。歌詞中の「1970年の」の部分のみに「1997年の」（劇場版（映画版）公開年）と被せて歌っている。
- 挿入歌 - 「兄弟船」（1982年）
  - 作詞 - 星野哲郎／作曲 - 船村徹／歌 - 臼井儀人
  - 臼井儀人がカラオケで歌っていた曲。
- 挿入歌 - 「与作」（1978年）
  - 作詞・作曲 - 七澤公典／編曲 - 池多孝春／歌 - 野原ひろし（藤原啓治）
  - ひろしが珠由良族の本部でヘクソンを足止めする際に口ずさんだ曲。
- 挿入歌 - 「私がオバさんになっても」（1992年）
  - 作詞 - 森高千里／作曲・編曲 - 高橋諭一／歌 - 野原みさえ（ならはしみき）
- 挿入歌 - 「小指の想い出」（1967年）
  - 作詞 - 有馬三恵子／作曲 - 鈴木淳／歌 - ローズ（郷里大輔）
- 挿入歌 - 「愛は傷つきやすく」（1970年）
  - 作詞 - 橋本淳／作曲 - 中村泰士／編曲 - 荒川敏行／歌 - 野原ひろし（藤原啓治）、野原みさえ（ならはしみき）
  - 以上3曲はクライマックスで登場人物たちによって歌われる。
- エンディングテーマ - 「ひまわりの家」
  - 作詞・作曲・編曲・歌 - 財津和夫
  - 映像では本編の後日談の他、テレビ版で視聴者から公募したデザインの衣装を着たひまわりの絵が数点公開された。
  - 本作以降、ED（エンディング）のスタッフクレジットは前作までの切り替え式からロール式へと変更されている。
  - 1997年10月11日放送のテレビスペシャルのエンディングとしても使用された。
  - なお、この作品からテレビ朝日のシンボルマーク（ネットワークシンボル）が付与された。

## 劇中に登場した自動車・電車
- 三菱・デリカスペースギア
- メルセデス・ベンツ・W124
- JR東日本・特急はつかり（485系電車）[6]
- JR東日本・東北新幹線（200系（シャークノーズ車））[7]
- JR東日本・山手線（205系）
- ゆりかもめ・東京臨海新交通臨海線（7000系）
  - いずれも野原一家らが青森から東京へ移動する際に使用している。

## テレビ放送
| 回数 | 話数       | 放送日        |
| ---- | ---------- | ------------- |
| 1    | SPECIAL 19 | 1998年3月28日 |

## VHS・DVD・Blu-ray
- VHS - 1998年4月25日にバンダイビジュアルより発売。
- DVD - 2005年4月22日にバンダイビジュアルより発売。
- Blu-ray - 2023年2月24日にバンダイビジュアルより発売